# Citius-Altius-Fortius

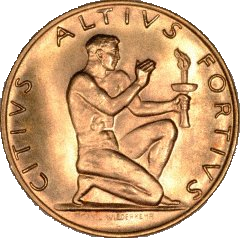
Medal olimpijski (1948)

Citius-Altius-Fortius (łac., „szybciej, wyżej, silniej” lub „szybciej, wyżej, mocniej”) – motto olimpijskie, dewiza igrzysk olimpijskich i Międzynarodowego Komitetu Olimpijskiego. Autorem motta był   pedagog, kaznodzieja zakonu dominikanów Henri Didon (1840-1900), a Pierre de Coubertin w trakcie Kongresu Olimpijskiego w Paryżu w roku 1894, uczynił te słowa dewizą Międzynarodowego Komitetu Olimpijskiego. Motto nawiązuje do  tradycji antycznej i jednocześnie wyraża aspiracje nowożytnego ruchu olimpijskiego.

## Historia
Henri Didon (1840-1900), dyrektor École Albert le-Grand w Arcueil w pobliżu Paryża, użył słów „citius altius fortius” na apelu szkolnym podczas wręczania nagród zwycięzcom szkolnych zawodów sportowych w marcu 1891 roku, zachęcając w ten sposób uczniów do sportowej rywalizacji. Słowa te były wyhaftowane na fladze, która towarzyszyła tym pierwszym zawodom szkolnym w klasztornej szkole oraz tymi samymi słowami w języku francuskim: „Plus vite, plus haut, plus fort” rozpoczynał się też hymn tej szkoły. Na zawodach był obecny baron Pierre de Coubertin, który dwa tygodnie później napisał krótkie sprawozdanie w biuletynie „Les Sports Athlétiques”, gdzie zacytował hasło Henri Didona. Hasło zostało umieszczone w nagłówku pierwszego numeru Biuletynu MKOl (Bulletin du Comité International des Jeux Olympiques) w roku 1894 oraz na dyplomach pamiątkowych uczestników kongresu, ale w kolejności Citius-Fortius-Altius. Na II Kongresie Olimpijskim w Hawrze w roku 1897 przyjęto hasło „Citius-Altius-Fortius” jako dewizę Kongresu. Od Igrzysk w Antwerpii (1920) słowa te zostały oficjalnie uznane za motto międzynarodowego ruchu olimpijskiego.
20 lipca 2021 roku do hasła dodano słowo Together – razem.

## Wykorzystanie słów Citius, Altius, Fortius
- Pierre’a de Coubertin wpisał te słowa w koła symbolu olimpijskiego z gałązką oliwną i umieścił na pierwszej fladze olimpijskiej
- Słowa wykorzystano na medalach olimpijskich
- Fundacja CITIUS ALTIUS FORTIUS w Olsztynie[8]
- Książka „Citius Altius Fortius: Lokalny wymiar wielkiej idei sportu (Gdańsk)” (2012), której autorem jest Janusz Trupinda
- Książka „CITIUS, ALTIUS, FORTIUS czyli rzecz o przywództwie” (2005), której autorami są Robert Krool i Ewa Wróbel.